# Thomas Thould
Thomas Henry Thould (11 januari 1886 - 15 juni 1971) was een Brits waterpolospeler.
Thomas Thould nam als waterpoloër eenmaal deel aan de Olympische Spelen; in 1908. In 1908 maakte hij deel uit van het Britse team dat het goud wist te veroveren.
George Cornet · 
Charles Forsyth · 
George Nevinson · 
Paul Radmilovic · 
Charles Sydney Smith (G) ·
Thomas Thould · 
George Wilkinson